# Cràter secundari

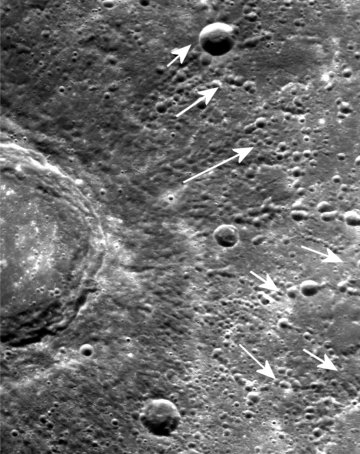
Imatge del MESSENGER de cràters secundaris que envolten un lloc d'impacte primari.

Els cràters secundaris són cràters d'impacte formats per l'ejecció que va ser llançada fora d'un cràter més gran. De vegades es formen cadenes de cràter radials. A més a més, els cràters secundaris es veuen sovint com agrupacions o rajos que envolten cràters primaris. L'estudi dels cràters secundaris va explotar al voltant de mitjans del segle XX quan els investigadors que van estudiar els cràters de la superfície per predir l'edat dels cossos planetaris es van adonar que els cràters secundaris contaminaven les estadístiques de cràters del recompte de cràter d'un cos.

## Formació
Quan un objecte extraterrestre impulsat per la velocitat afecta un cos relativament estacionari, es forma un cràter d'impacte. Els cràters inicials que es formen a partir de la col·lisió es coneixen com a cràters primaris o cràters d'impacte.El material expulsat de cràters primaris pot formar cràters secundaris sota unes poques condicions:
1. Els cràters primaris ja deuen ser presents.
2. L'acceleració gravitatòria del cos extraterrestre ha de ser prou gran per conduir el material expulsat cap a la superfície.
3. La velocitat per la qual el material expulsat torna cap a la superfície del cos ha de ser prou gran per formar un cràter.

Si el material expulsat està dins d'una atmosfera, com a la Terra, Venus o Tità, llavors és més difícil retenir una velocitat prou alta per a crear impactes secundaris. De la mateixa manera, els cossos amb taxes més altes de rejoveniment, tampoc registren la formació de cràters superficials.

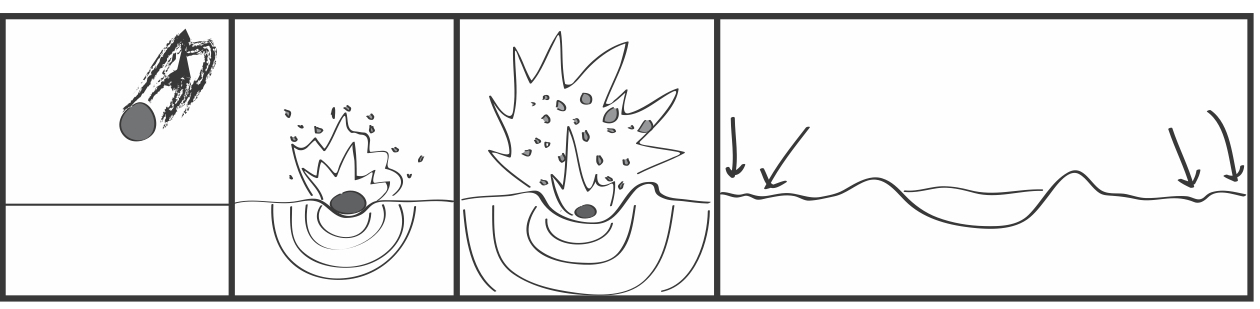
Representació de la formació de cràters d'impacte i, posteriorment, cràters secundaris. D'esquerra a dreta, mostra la línia de temps d'una massa que impacta un cos, expulsant la propagació des de l'impacte inicial, el moviment de l'ona de xoc i la superfície de cràters resultant. El rectangle més a la dreta presenta les fletxes, que expressen la ubicació en la qual es formaran cràters secundaris fora o fora del centre d'impacte.

### Autocràter secundari
Els cràters autosecundaris són aquells que es formen a partir de material ejectat d'un cràter primari però que són expulsats en un angle tal que el material expulsat fa un impacte dins del propi cràter primari. Els cràters autosecundaris han causat molta controvèrsia amb els científics que excaven les superfícies amb cràters amb la intenció d'identificar la seva edat basada en la composició i el material de fusió. Una característica observada a Tycho ha estat interpretat com una morfologia autosecundària del cràter coneguda com a palimpsests.

## Aspecte
Els cràters secundaris es formen al voltant de cràters primaris. Quan es forma un cràter primari després d'un impacte superficial, les ones de xoc de l'impacte causaran que l'àrea superficial al voltant del cercle d'impacte s'accentuï, formant una cresta circular externa al voltant del cercle d'impacte. Les ejeccions d'aquest impacte inicial és empès cap amunt fora del cercle d'impacte en un angle cap a la zona circumdant de la cresta d'impacte. Aquesta [[manta ejectada]], o àrea àmplia d'impactes del material expulsat, envolta el cràter.

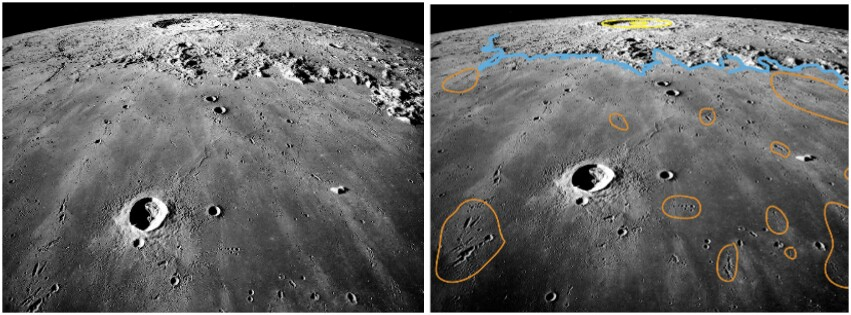
De l'impacte que va formar el cràter Copernicus (centre superior, groc), les ejeccions va cobrir la zona dels voltants. El blau indica el contorn del dipòsit d'ejeccions; els cràters secundaris i cadenes de cràters són de color taronja.

### Cadenes i grups

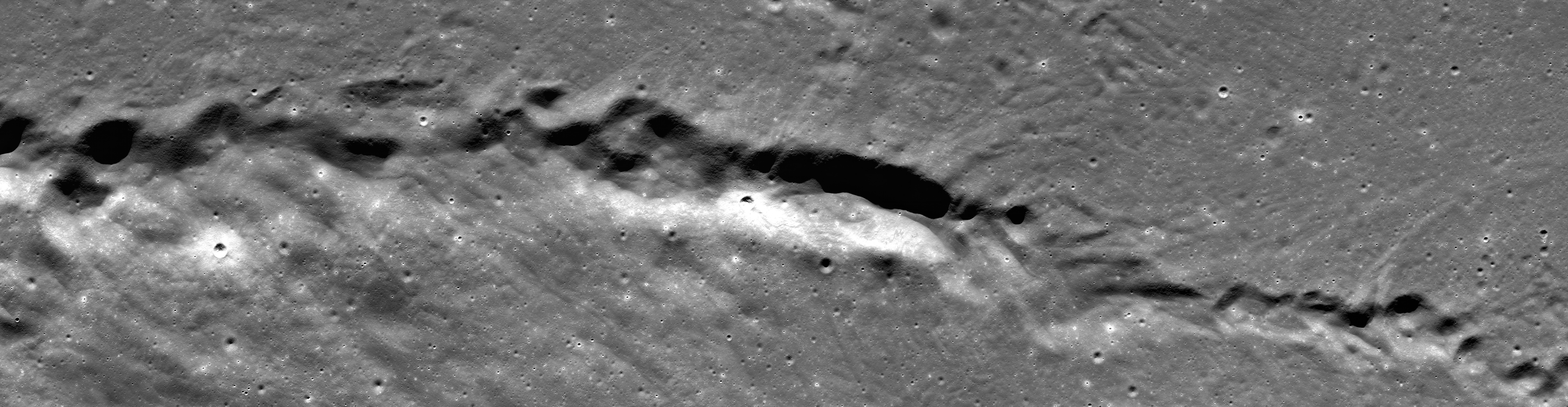
Cadena de cràter secundari de Copernicus al Mare Imbrium

Els cràters secundaris poden aparèixer tan petits-scaled els cràters singulars similars a un cràter primari amb un radi més petit, o tan cadenes i grups. Una cadena de cràter secundària és senzillament una fila o la cadena de cràters secundaris va ratllar adjacent a un altre. Així mateix, un grup és una població de secondaries proper a un altre.

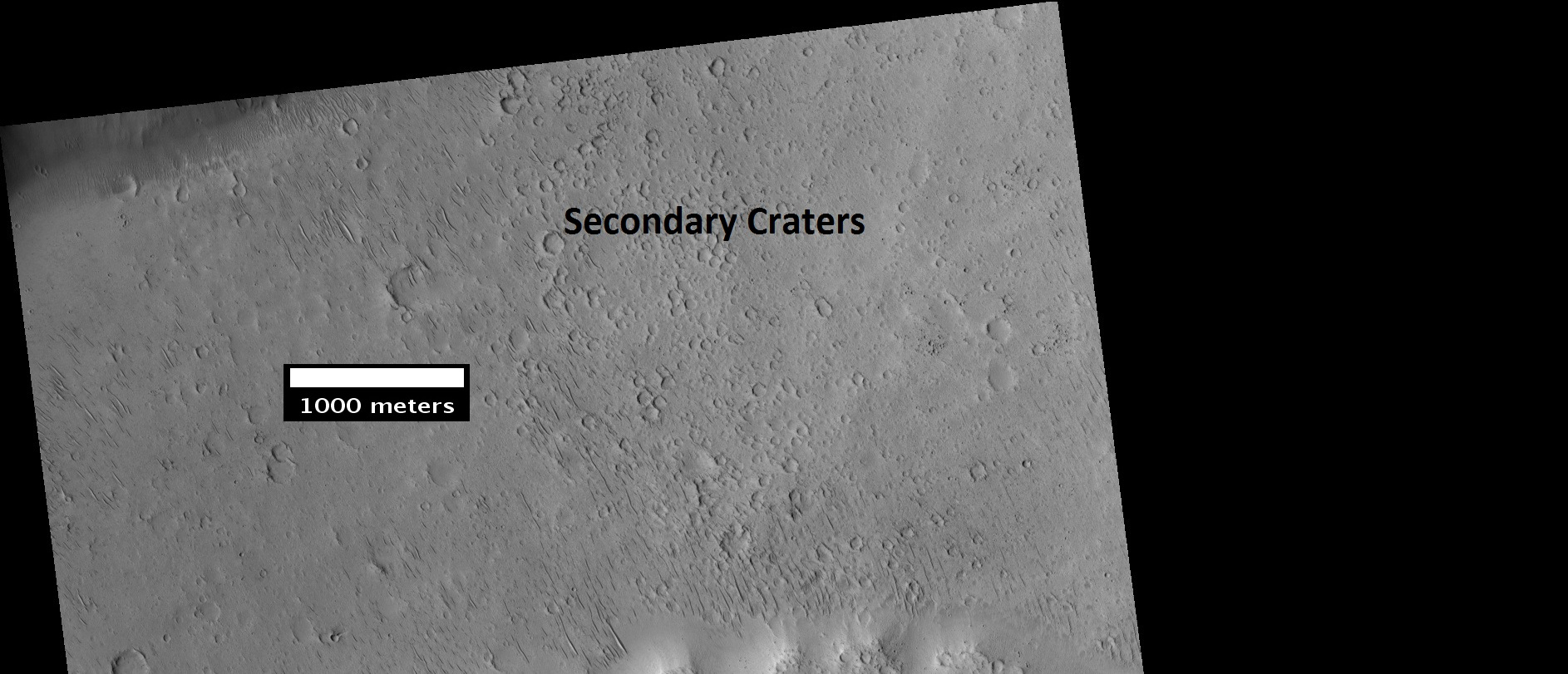
Grup de cràters secundaris a Mart, com es veu per la HiRISE

## Distingint factors de cràters primaris i secundaris

### Energia d'impacte
Els cràters primaris es formen a partir d'impactes d'alta velocitat les ones de xoc fundacionals han d'excedir la velocitat del so en el material de destinació. Els cràters secundaris es produeixen a velocitats d'impacte més baixes. No obstant això, han de seguir passant a velocitats prou altes per subministrar estrès al cos objectiu i produir resultats de deformació que excedeixen els límits d'elasticitat, és a dir, que els projectils secundaris han de trencar la superfície.
Pot ser cada vegada més difícil distingir cràters primaris de cràters secundaris quan el projectil es fractura i es desfà abans de l'impacte. Això depèn de les condicions en l'atmosfera, juntament amb la velocitat i la composició del projectil. Per exemple, un projectil que colpeja a la lluna probablement es veurà intacte; Mentre que si colpeja la terra, serà retardada i escalfada per l'entrada atmosfèrica, possiblement trencant-se. En aquest cas, els trossos més petits, ara separats del cos impactant gran, poden impactar la superfície del planeta a la regió fora del cràter primari, que és on molts cràters secundaris apareixen després de l'impacte superficial primari.

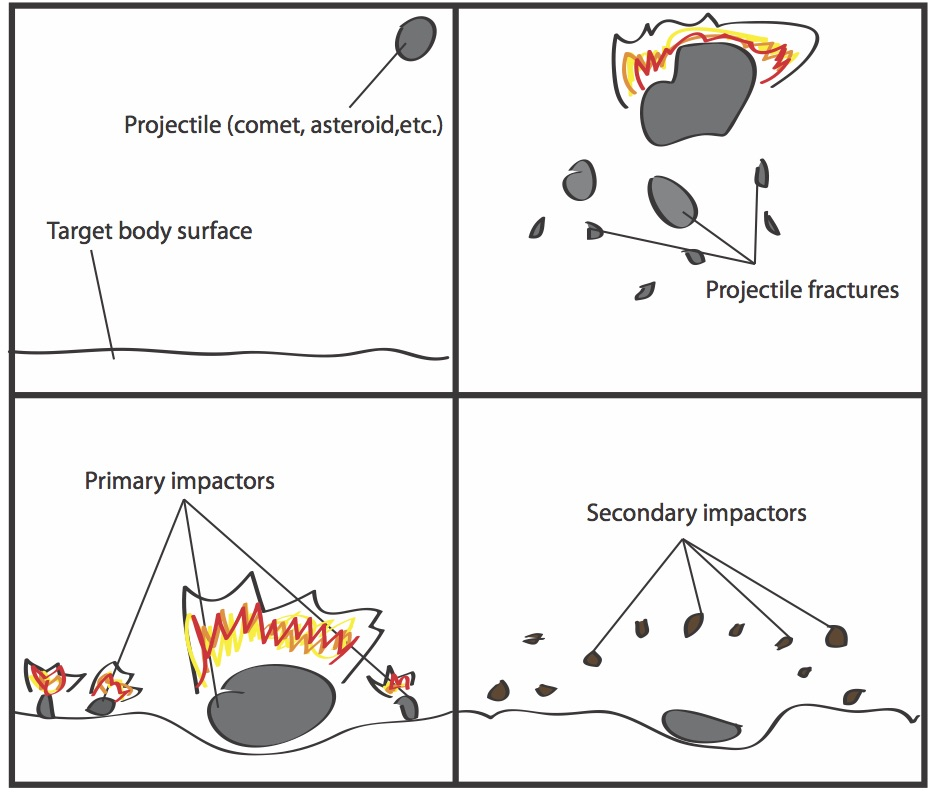
Il·lustració de la fractura projectil abans de l'impacte primari per mostrar el desenvolupament cronològic de la creació dels impactes primaris i secundaris de les fractures de projectil.

### Angle d'impacte
Per als impactes primaris, basats en la geometria, l'angle d'impacte més probable és 45° entre dos objectes, i la distribució cau ràpidament fora del rang 30° - 60°. It is observed that impact angle has little effect on the shape of primary craters, except in the case of low angle impacts, where the resulting crater shape becomes less circular and more elliptical.
L'angle d'impacte primari és molt més influent en la morfologia (forma) dels impactes secundaris. Els experiments duts a terme des dels cràters lunars suggereixen que l'angle d'ejecció és més alt per a les ejeccions de la primera etapa, que és expulsat de l'impacte primari en els seus moments més primerencs i que l'angle d'ejecció disminueix amb el temps per a les ejeccions de fase tardana. Per exemple, un impacte primari que és vertical a la superfície del cos pot produir angles d'expulsió en la fase primerenca de 60° -70°, i angles d'expulsió en l'etapa tardana que tenen disminucions a gairebé 30°.

### Tipus d'objectiu
Les propietats mecàniques de la regolita d'un blanc (roques soltes existents) influiran en l'angle i la velocitat de les ejeccions dels impactes primaris. S'ha realitzat una investigació utilitzant simulacions que suggereixen que la regolita d'un cos diana disminueix la velocitat dels ejeccions. Les mides secundaris dels cràters i la morfologia també es veuen afectats per la distribució de les mides de les roques en la regolita del cos objectiu.

### Tipus de projectil
Els estudis del Nördlinger Ries a Alemanya i dels blocs d'ejeccions que circumden les vores dels cràters lunars i marcians suggereixen que els fragments d'ejecció que tenen una densitat similar expressarien la mateixa profunditat de penetració, en oposició a les ejeccions de densitats diferents creant impactes de profunditats variables, com ara impactadors primaris, és a dir, cometes i asteroides.

### Mida i morfologia
La mida secundària del cràter està dictat per la grandària del seu cràter primari parental. Els cràters primaris poden variar de microscòpic a milers de quilòmetres d'ample. La morfologia dels cràters primaris varia des bols fins conques grans i amples, on s'observen estructures de múltiples anells. Dos factors dominen les morfologies d'aquests cràters: la força material i la gravetat. La morfologia en forma de bol suggereix que la topografia està suportada per la força del material, mentre que la topografia dels cràters en forma de conca és superada per forces gravitatòries i col·lapsa cap a la planicitat. La morfologia i mida dels cràters secundaris és limitada. Els cràters secundaris exhibeixen un diàmetre màxim < 5% del seu cràter primari parental. La mida d'un cràter secundari també depèn de la seva distància del seu primari. La morfologia de les secundàries és simple però distintiva. Els secundaris que es formen més a prop dels seus primaris semblen més el·líptiques amb profunditats més superficials. Aquests poden formar rajos o cadenes de cràters. Els secundaris més distants semblen similars en la circularitat dels primaris dels pares, però aquests sovint es veuen en una sèrie d'agrupacions.

## Limitacions d'edat a causa de cràters secundaris
Els científics han estat recollint des de fa temps dades al voltant dels cràters d'impacte de l'observació que els cràters són presents en tot el lapse del Sistema solar. En particular, els cràters d'impacte s'estudien amb el propòsit d'estimar les edats, tant relatives com absolutes, de les superfícies planetàries. La datació dels terrenys en els planetes d'acord amb la densitat dels cràters s'ha convertit en una tècnica completa, però, 3 supòsits clau el controlen:
1. Els cràters existeixen com a ocurrències independents, contingents.
2. La distribució de freqüència de la mida (SFD) dels cràters primaris és conegut.
3. La velocitat de formació dels cràters és conegut.

Les fotografies preses de les notables missions lunars i marcianes han proporcionat als científics la capacitat d'explicar i registrar el nombre de cràters observats en cada cos. Aquestes bases de dades de recompte de cràters es classifiquen d'acord amb cada mida, profunditat, morfologia i ubicació dels cràters. Les observacions i característiques de tots dos primaris i secundaris s'utilitzen en la distinció dels cràters d'impacte dins de petits grups de cràters, que es caracteritzen com a grups de cràters amb un diàmetre ≤ 1 km. Malauradament, la investigació de l'edat que prové d'aquestes bases de dades del cràter es restringeix a causa de la contaminació de cràters secundaris. Els científics tenen dificultats per resoldre tots els cràters secundaris del recompte, ja que presenten una falsa garantia de vigor estadístic. La contaminació per secundaris sovint s'utilitza incorrectament per calcular les restriccions d'edat a causa dels intents erronis d'utilitzar petits cràters datar àrees de superfície petita.